# Hexatoma agni
Hexatoma agni är en tvåvingeart som beskrevs av Alexander 1963. Hexatoma agni ingår i släktet Hexatoma och familjen småharkrankar. Inga underarter finns listade i Catalogue of Life.